# Municipio de Cavalier
El municipio de Cavalier (en inglés: Cavalier Township) es un municipio ubicado en el condado de Pembina en el estado estadounidense de Dakota del Norte. En el año 2010 tenía una población de 588 habitantes y una densidad poblacional de 3,21 personas por km².

## Geografía
El municipio de Cavalier se encuentra ubicado en las coordenadas 48°50′40″N 97°39′24″O / 48.84444, -97.65667. Según la Oficina del Censo de los Estados Unidos, el municipio tiene una superficie total de 183.35 km², de la cual 183,2 km² corresponden a tierra firme y (0,08 %) 0,15 km² es agua.

## Demografía
Según el censo de 2010, había 588 personas residiendo en el municipio de Cavalier. La densidad de población era de 3,21 hab./km². De los 588 habitantes, el municipio de Cavalier estaba compuesto por el 97,62 % blancos, el 0,68 % eran afroamericanos, el 0,34 % eran amerindios, el 0,17 % eran asiáticos y el 1,19 % eran de una mezcla de razas. Del total de la población el 0,68 % eran hispanos o latinos de cualquier raza.